# Паламарчук Микола Петрович
Мико́ла Петро́вич Паламарчу́к (нар. 25 квітня 1954, село Нове Село, Хмельницька область) — український політик та юрист. Народний депутат України VII та VIII скликання. Генерал поліції першого рангу у відставці.

## Освіта
У 1981 році закінчив Новокаховський технікум ГМЭСГ за спеціальністю технік-механік, без відриву від виробництва. В 1991 році закінчив Харківську національну юридичну академію за спеціальністю правознавство, а у 2002 році закінчив Херсонський державний технічний університет за спеціальністю економіка підприємств.

## Кар'єра
- 1970–1973 — учень фрезерувальника, токар, водій Київського механічного заводу.
- 1973–1975 — служба в армії.
- 1975–1982 — водій Брилівського АТП тресту «Херсонводбуд».
- З червня 1982 — інспектор дорожньо-патрульної служби окремого дивізіону дорожньо-патрульної служби УВС.
- 1986–1991 — старший державтоінспектор відділу ДАІ Цюрупинського райвідділу внутрішніх справ.
- 1991–1992 — заступник начальника з роботи з особовим складом Цюрупинського райвідділу внутрішніх справ УВС Херсонського облвиконкому.
- 1992–1993 — старший оперуповноважений з особливо важливих справ відділу боротьби з організованою злочинністю, місто Херсон.
- 1993 — помічник начальника з оперативного прикриття та роботи з кадрами Управління боротьби з організованою злочинністю УВС.
- З квітня 1993 — начальник Цюрупинського райвідділу УМВС в Херсонській області.
- З 1995 — начальник управління Державної автоінспекції МВС України в Херсонській області.
- 1998–1999 — перший заступник начальника управління — начальник кримінальної міліції УМВС України в Херсонській області.
- 1999–2001 — начальник УМВС України в Полтавській області.
- Липень — жовтень 2001 — заступник Міністра внутрішніх справ України — начальник Головного управління МВС України в АР Крим.
- Жовтень 2001 — вересень 2003 — заступник Державного секретаря — начальник Головного управління МВС України в Автономній Республіці Крим.
- Вересень 2003 — лютий 2005 — заступник Міністра внутрішніх справ України — начальник ГУМВС України в Автономній Республіці Крим.
- З 2005 — пенсіонер.

Депутат Верховної Ради Автономної Республіки Крим (лютий 2004 — квітень 2006).
Депутат Київської міськради від Блоку Віталія Кличка (2008–2012).
Генерал-лейтенант міліції (з 20 серпня 2001).
23 серпня 2017 року присвоєно спеціальне звання генерала поліції першого рангу у відставці.

## Парламентська діяльність

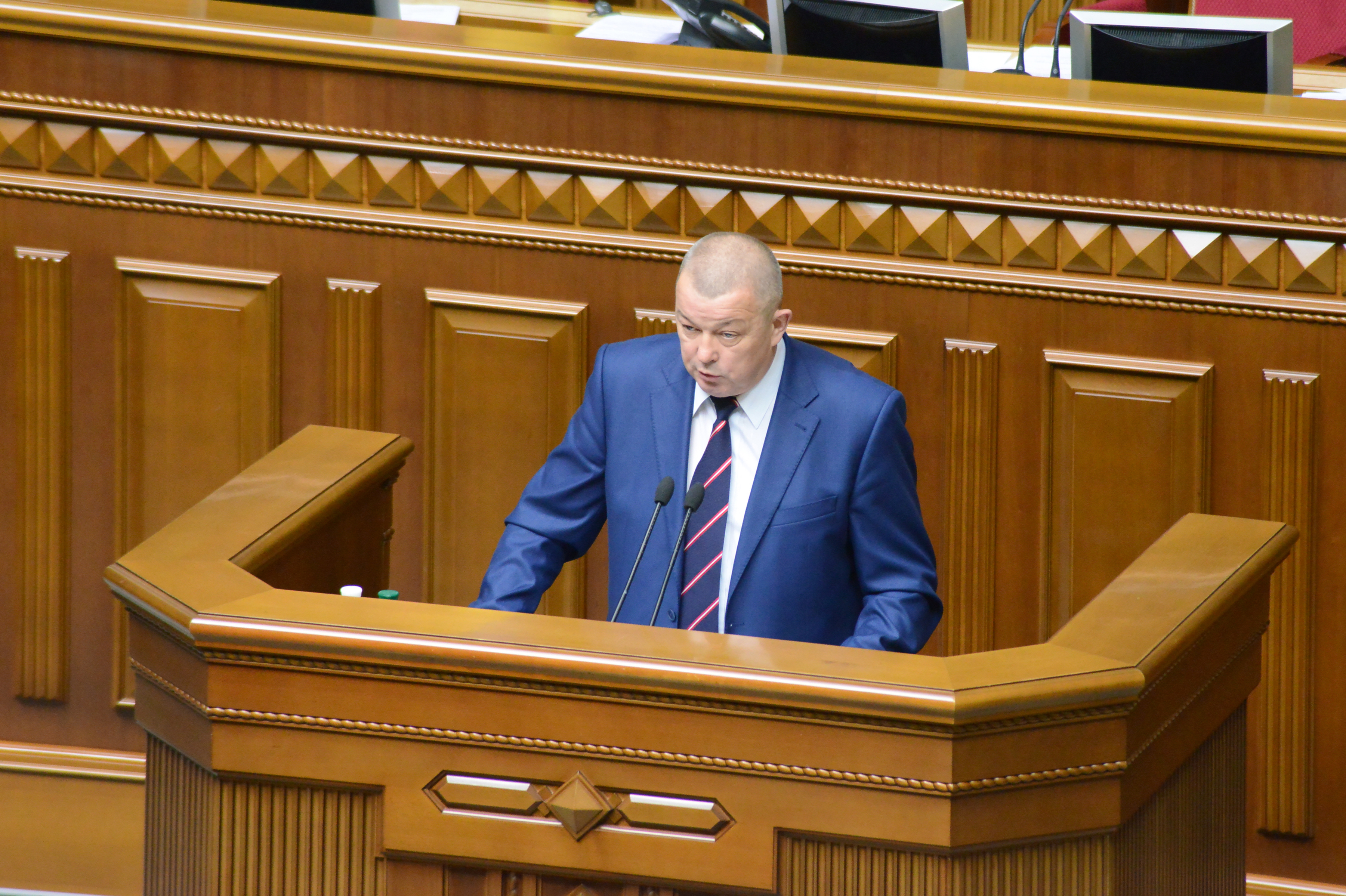
Микола Паламарчук під час виступу в парламенті, 2015

Березень 2006 — кандидат в народні депутати України від Народного блоку Литвина, № 86 в списку. На час виборів був членом Народної партії.
З 12 грудня 2012 — народний депутат України 7-го скликання від політичної партії «УДАР (Український демократичний альянс за реформи) Віталія Кличка», № 14 в списку. Заступник голови Комітету з питань законодавчого забезпечення правоохоронної діяльності.
На позачергових парламентських виборах 26 жовтня 2014 року обраний народним депутатом за списком партії Блок Петра Порошенка. Член депутатської фракції «Блок Петра Порошенка». Перший заступник голови Комітету Верховної Ради України з питань законодавчого забезпечення правоохоронної діяльності.
20 вересня 2016 року не голосував за проєкт постанови про «Заяву Верховної Ради України з приводу невизнання Україною легітимності виборів до Державної Думи Федеральних Зборів Російської Федерації сьомого скликання».

## Зв'язки з кримінальною діяльністю
Займається покриванням рейдерського захоплення земель підприємства з іноземними американсько-турецькими інвестиціями ТОВ «Глобал-Інвест» в селі Надеждівка, Чаплинського району, Херсонської області.[неавторитетне джерело]
Після смерті херсонської громадянської активістки Катерини Гандзюк в результаті замовного нападу, активістами звинувачується в причетності до вбивства і був названий «вічним смотрящим по темам МВС в Херсонській області». За словами учасників спільноти "Хто замовив Катю Гандзюк?", посередником між виконавцями злочину та замовником був раніше судимий Ігор Павловський, офіційний помічник народного депутата Паламарчука. Окрім того, намагався потрапити до складу Тимчасової слідчої комісії Верховної Ради України з розслідування нападів на громадських активістів (у тому числі й нападу на Гандзюк). Сам Паламарчук усі звинувачення відкидає.

## Спортивна кар'єра
Микола Паламарчук у молодості захоплювався футболом, грав за юнацькі команди Херсонщини та Криму. Працюючи начальником ГУМВС України в Автономній Республіці Крим, він обіймав посаду президента футбольного клубу «Динамо-ІгроСервіс» (Сімферополь) та сприяв його розвитку. У 2003—2005 роках він грав за цей клуб на професіональному рівні на позиції нападника.
Генерал Микола Паламарчук дебютував у професіональному футболі у 49-річному віці: 14 червня 2003 року в домашньому матчі другої ліги проти запорізького «Торпедо» він вийшов на заміну на останні 8 хвилин матчу. У травні-червні наступного року тричі виходив на заміну за «Динамо-ІгроСервіс», загалом провівши на полі 24 хвилини, і виграв разом з клубом золоті медалі другої ліги та путівку до першої ліги. У червні 2005 року ще раз потрапив до заявки клубу на матч, але цього разу на поле не вийшов.
Паламарчук вважається найстарішим футболістом в історії чемпіонатів України з футболу: востаннє він вийшов на поле 13 червня 2004 року у віці 50 років та 59 днів.
| Сезон              | Команда                         | Чемпіонат  | Чемпіонат | Чемпіонат | Кубок країни | Кубок країни | Кубок країни | Усього | Усього |
| Сезон              | Команда                         | Ліга       | Ігор      | Голів     | Ліга         | Ігор         | Голів        | Ігор   | Голів  |
| ------------------ | ------------------------------- | ---------- | --------- | --------- | ------------ | ------------ | ------------ | ------ | ------ |
| 2002-03            | «Динамо» Сімферополь            | Друга ліга | 1         | 0         | КУ           | —            | —            | 1      | 0      |
| 2003-04            | «Динамо-ІгроСервіс» Сімферополь | Друга ліга | 3         | 0         | КУ           | —            | —            | 3      | 0      |
| 2004-05            | «Динамо-ІгроСервіс» Сімферополь | Перша ліга | 0         | 0         | КУ           | —            | —            | 0      | 0      |
| Загалом за кар'єру | Загалом за кар'єру              |            | 4         | 0         |              | —            | —            | 4      | 0      |

## Сім'я
Дружина Лариса Генріхівна (1955). Син Дмитро (1977). Дочка Ірина (1982).

## Нагороди
- Орден «За заслуги» I ст. (27 червня 2018) — за значний особистий внесок у державне будівництво, соціально-економічний, науково-технічний, культурно-освітній розвиток України, вагомі трудові здобутки та високий професіоналізм[14]
- Орден «За заслуги» II ст. (30 листопада 2013) — за значний особистий внесок у соціально-економічний, науково-технічний, культурно-освітній розвиток Української держави, вагомі трудові досягнення, багаторічну сумлінну працю[15]

Микола Паламарчук відмовився приймати орден: 
|  | Як генерал міліції і людина честі я відмовляюся приймати будь-які нагороди від Януковича і його режиму, особливо після того, що сталося на Майдані Незалежності вчора вночі. Жоден поважаючий себе офіцер після такого не повинен виконувати жодного наказу цієї влади, бо вони спрямовані проти українського народу, і не приймати будь-яких нагород з рук режиму. |

- Орден «За заслуги» III ступеня (20 серпня 1999) — за вагомий особистий внесок у зміцнення законності і правопорядку, зразкове виконання службового обов'язку та з нагоди 8-ї річниці незалежності України[17]
- Орден Данила Галицького (22 квітня 2004) — за вагомий особистий внесок у зміцнення законності і правопорядку, захист конституційних прав і свобод громадян, багаторічну сумлінну працю в органах внутрішніх справ[18]
- Заслужений юрист України (17 грудня 2002) — за вагомий особистий внесок у справу зміцнення законності та правопорядку, захист конституційних прав і свобод громадян, зразкове виконання службового обов'язку та з нагоди професійного свята — Дня міліції[19]
- Почесна грамота Кабінету Міністрів України (9 грудня 2003)[20]
- Відзнаки МВС України: «Хрест Слави», «Закон і честь»